# Baldassare Galuppi
Baldassare Galuppi (Burano, 18 ottobre 1706 – Venezia, 3 gennaio 1785) è stato un compositore e organista italiano, principalmente nel campo dell'opera buffa.

## Biografia
Nato nell'isola di Burano, a dieci chilometri da Venezia, e perciò detto il Buranello, Baldassare Galuppi fu uno dei compositori più originali d'Italia nel genere comico. I primi rudimenti musicali gli furono insegnati da suo padre, barbiere di professione, che suonava il violino negli intermezzi al teatro della commedia.
A sedici anni appena, Galuppi si recò a Venezia e lì visse con il salario che riceveva come organista di diverse chiese. Benché ignorasse i principi dell'arte, osò mettere in musica a Chioggia una favola pastorale che aveva per titolo La fede nell'incostanza, ossia gli amici rivali, che fu oltraggiosamente fischiata. Disperato per questa sventura, Galuppi era quasi risoluto ad abbandonare la musica e ad abbracciare la professione di suo padre, quando ebbe la fortuna di suscitare l'interesse del famoso Benedetto Marcello che, avendo notato le felici disposizioni del giovane Baldassare, lo fece entrare nella scuola di Antonio Lotti, dove si dedicò con ardore, per ben tre anni, allo studio del contrappunto.
Lotti ben presto si avvide che Galuppi eccelleva sugli altri suoi allievi e gli testimoniava una stima che suscitò l'invidia del Pollarolo, all'epoca allievo della stessa scuola.
Contemporaneamente alla sua formazione, per circa due anni nei teatri d'opera veneziani prestò servizio come clavicembalista e di tanto in tanto compositore di arie per riprese e pasticci. L'ottima reputazione di clavicembalista che ottenne sia a Venezia sia a Firenze fece sì che nel 1726 fosse ingaggiato al Teatro Sant'Angelo, al San Samuele e al San Giovanni Grisostomo, al fine di mettere in scena le proprie arie.

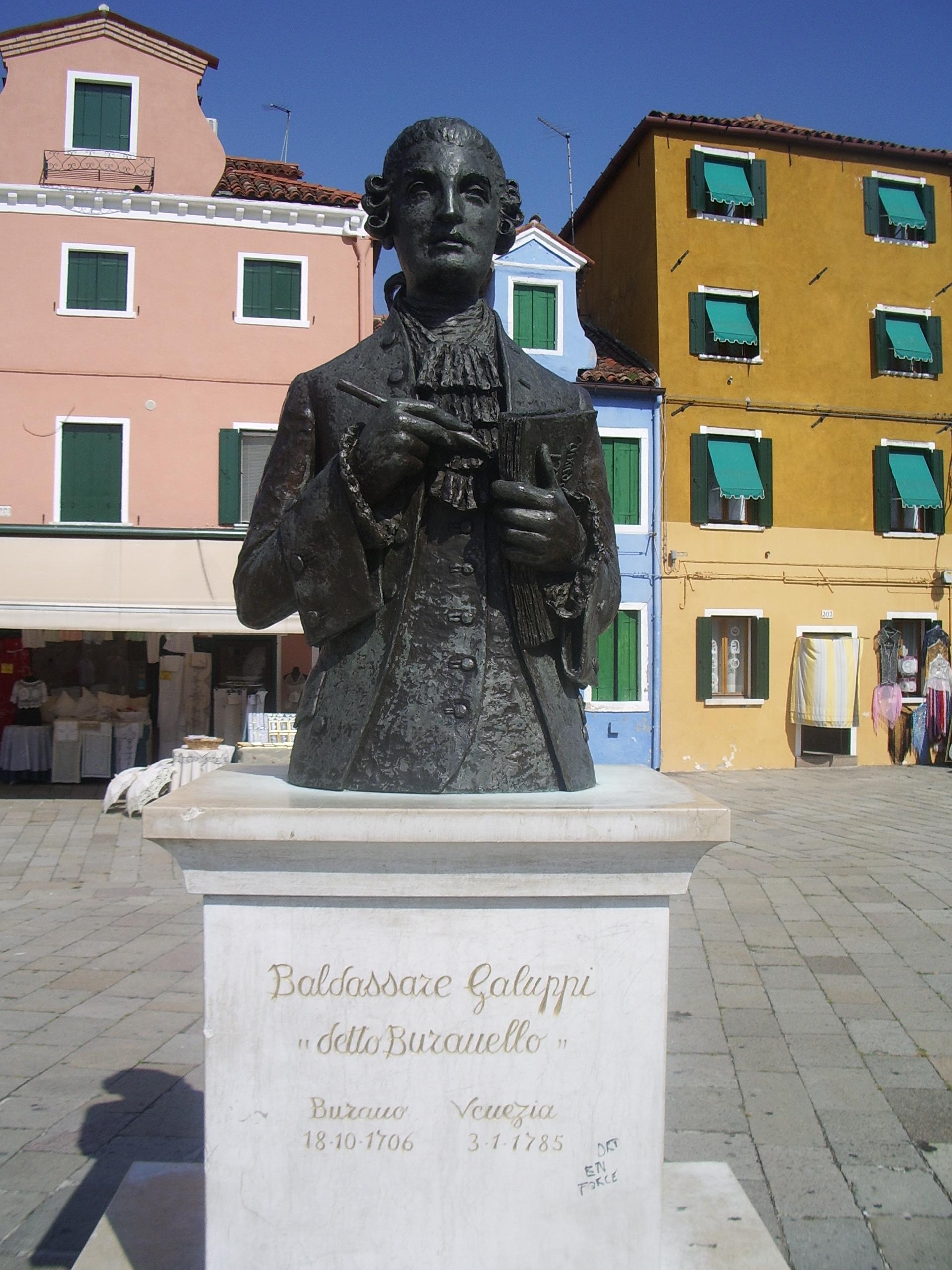
Statua di Baldassare Galuppi a Burano

Appena si sentì abbastanza preparato da poter affrontare nuovamente le scene, ricorse ancora alla bontà del Marcello, che scrisse per lui il libretto della Dorinda, del quale il giovane compose la musica. Quest'opera fu rappresentata al Teatro di Sant'Angelo durante la fiera dell'Ascensione, nel 1729, e fu ben accolta dal pubblico.
In quest'opera, come in altre, Galuppi non brilla per la forza dell'armonia, ma una gaiezza sostenuta, una verve incontenibile, e le forme graziose del suo canto gli procurarono una celebrità che resistette per gran tempo ai capricci della moda. Galuppi si dedicò anche allo studio del clavicembalo e divenne uno degli artisti più abili su questo strumento. Dal 1729 in poi, il successo di questo compositore, in tutti i teatri d'Italia, fu quasi senza interruzioni, fino alla sua morte. Compose inoltre un centinaio di melodrammi, dei quali una ventina su libretti di Carlo Goldoni.
Verso il 1740 la fama di Galuppi a Venezia iniziò a deteriorarsi, in quanto gli venivano preferiti altri compositori. Nell'ottobre del 1741 decise quindi di accettare l'invito a recarsi a Londra, dove fu nominato compositore del Teatro Reale. Le sue opere non vi ottennero però gran successo e perciò, dopo undici mesi di soggiorno nella capitale inglese, optò per il rientro a Venezia.
Divenuto maestro di cappella della basilica di San Marco nel 1762, organista di più chiese e maestro del Conservatorio degli incurabili, rivestì tutti e tre questi incarichi fino all'età di sessantatré anni, quando fu chiamato in Russia dall'imperatrice Caterina II. Oltre a un trattamento di 4000 rubli, gli si assicurava un alloggio e una vettura di corte sempre pronta ai suoi ordini. L'orchestra che vi trovò per eseguire le sue opere era detestabile e non aveva nemmeno la più pallida idea delle sfumature dinamiche come il piano e il forte, ma grazie ai suoi sforzi divenne un po' più tollerabile.
La prima opera che Galuppi diede a Pietroburgo fu la Didone abbandonata. L'imperatrice ne fu talmente soddisfatta che il mattino dopo gli inviò una tabacchiera d'oro, impreziosita da diamanti, contenente mille ducati.
Tornò a Venezia nel 1768 e riprese il suo lavoro e i suoi incarichi. Continuò a scrivere per il teatro fino al 1777 e per la chiesa fino al gennaio del 1785, data della sua morte. Charles Burney lo vide a Venezia nel 1770, attorniato da una numerosa famiglia e carico d'onori e beni. Aveva conservato tutta la sua vivacità, tutto il fuoco, tutta la gaiezza della sua gioventù, qualità che si rifletterono nelle sue opere, fino alle ultime da lui composte.

## Lo stile
Galuppi era nella sua epoca molto famoso per le sue opere, sia buffe sia serie, per i suoi lavori sacri e per la musica per tastiera. Il suo stile melodico, elegante e flessibile s'incontrò con la poetica del Goldoni: questa collaborazione segnò la nascita e la diffusione in tutta Europa (dopo il 1749) del dramma giocoso.
Nella storia della musica i suoi meriti stanno principalmente nelle innovazioni che egli, con Goldoni, condusse nell'opera buffa. Il miglior esempio di questa collaborazione sono i finali d'insieme, nei quali svilupparono una nuova forma compositiva, che fu usata in seguito da Wolfgang Amadeus Mozart, Gioachino Rossini e Gaetano Donizetti e da molti altri compositori di quel tempo. Il commediografo Goldoni, con giochi di parole piccanti e talvolta con testi sentimentali, trova in Galuppi eleganti e facili melodie, delle quali l'istinto ritmico e lo spirito scherzoso si riconducono ai versi di Goldoni. I numerosi contrasti nel tempo, nella tonalità e nel metro rispecchiano i molteplici e sorprendenti sotterfugi della trama e le sfaccettature delle emozioni dei personaggi.

## Lavori

### Opere
- La fede nell'incostanza, ossia gli amici rivali (1722)
- Dorinda (1729)
- Odio placato, libretto di Francesco Silvani (1729 al Teatro San Samuele di Venezia)
- Argenide (1733)
- La ninfa di Apollo (1734 al Teatro San Samuele di Venezia)
- L'ambizione depressa (1735)
- Elisa regina di Tiro (1736)
- Tamiri (1736)
- Ergilda (1736)
- Alvilda, libretto di Domenico Lalli (1737 al Teatro San Samuele di Venezia)
- Alessandro nell'Indie, libretto di Pietro Metastasio (1738)
- Adriano in Siria, libretto di Pietro Metastasio (1740)
- Gustavo primo re di Svezia, dramma per musica in 3 atti, libretto di Carlo Goldoni (25 maggio 1740 al Teatro San Samuele di Venezia)
- Oronte, re de' Sciti, dramma per musica in 3 atti, libretto di Carlo Goldoni (26 dicembre 1740 al Teatro di San Giovanni Grisostomo di Venezia)
- Berenice (1741)
- Madama Ciana (1744)
- L'ambizione delusa (1744)
- La libertà nociva (1744)
- Forze d'amore (1745)
- Antigono, libretto di Pietro Metastasio (1746)
- Scipione nelle Spagne (1746)
- Arminio (1747)
- L'Olimpiade, dramma per musica in 3 atti, libretto di Pietro Metastasio (1747) al Teatro Regio Ducale di Milano)
- Arcadia in Brenta, libretto di Carlo Goldoni (1749)
- Artaserse, libretto di Pietro Metastasio (1749) al Burgtheater di Vienna
- L'Arcifanfano re dei matti, libretto di Carlo Goldoni (1749) Teatro San Moisè di Venezia
- Demofoonte, libretto di Pietro Metastasio (1749) al Regio Teatro del Buon-Ritiro di Madrid
- Il Paese della cuccagna, libretto di Carlo Goldoni (1750)
- Alcimena, principessa dell'isole fortunate (1750)
- Il mondo della Luna, libretto di Carlo Goldoni (1750) Teatro San Moisè di Venezia
- La mascherata (1751)
- Lucio Papirio dittatore, libretto di Apostolo Zeno (1º maggio 1751, Reggio Emilia)
- Ermelinda (1752)
- Il mondo alla roversa, libretto di Carlo Goldoni (1752)
- Il conte Caramella, libretto di Carlo Goldoni (1752)
- Le virtuose ridicole, libretto di Carlo Goldoni (1752)
- La calamita de' cuori, libretto di Carlo Goldoni (1752)
- I bagni d'Abano (1753)
- Il filosofo di campagna, libretto di Carlo Goldoni (1754)
- Antigona (1754)
- Il povero superbo (1754)
- La diavolessa, libretto di Carlo Goldoni (1755)
- Nozze di Paride (1756)
- Le nozze (1756)
- Sesostri (1757)
- La partenza e il ritorno de' marinari (1757)
- Ipermestra, libretto di Pietro Metastasio (1758)
- La clemenza di Tito, libretto di Pietro Metastasio (1760)
- L'amante di tutte (1761)
- I tre amanti ridicoli (1761)
- Il marchese villano (1762)
- Il re pastore, libretto di Pietro Metastasio (1762)
- Viriate (1762)
- L'uomo femmina (1762)
- Il puntiglio amoroso (1763)
- Il re alla caccia (1763)
- Cajo Mario (1764)
- La donna di governo (1764)
- La partenza e il ritorno de' marinari (Venezia, 1764)
- La cameriera spiritosa (Milano, 1766)
- Ifigenia in Tauride (San Pietroburgo, 1768)
- Il villano geloso (Venezia, 1769)
- L'amor lunatico (Venezia, 1770)
- L'inimico delle donne (Venezia, 1771)
- Gl'intrighi amorosi (Firenze, 1771)
- Motezuma (Venezia, 1772)

### Cantate ed affini
- Li amori sfortunati di Ormindo (Venezia, 1738)
- La vittoria d'Imeneo (Teatro Regio di Torino, 1750 diretta da Giovanni Battista Somis con Giovanna Astrua, Gaetano Majorano, Anton Raaff e Francesco Maria Veracini)
- I presagi (Venezia, 1755)
- Le nozze di Paride (Venezia, 1756)
- L'oracolo del Vaticano (Venezia, 1758)
- La virtù liberata (San Pietroburgo, 1765)
- L'arrivo di Enea nel Lazio (Firenze, 1765)
- La Pace tra la Virtù e la Bellezza (San Pietroburgo, 1766)
- Flora, Apollo, Medoaco (1769)
- Venere al tempio (Venezia, 1775)
- L'Anfione (Venezia, 1780)

### Oratori
- Sancta Maria Magdalena (Venezia, 1740)
- Prudens Abigail (Venezia, 1742)
- S. Maurizio e compagni martiri (Bologna, 1743 o Genova, 1737)
- Isaac (Venezia, 1745)
- Judith (Venezia, 1745)
- Adamo (o anche La caduta di Adamo) (Roma, 1747)
- Jahel (Venezia, 1747)
- Devoti affectus erga lignum Sanctae Crucis et Iesu Christi Sepulcrum (Venezia, 1748)
- Devoti sacri concentus (Venezia, 1748)
- L'Jephta ossia Il trionfo della religione (o anche Il Sacrificio di Jephta) (Firenze, 1749)
- Aqua et rupe Horeb (Venezia, 1750)
- Gerusalemme convertita (Roma, 1752)
- Sacrificium Abraham (Venezia, 1764)
- Maria Magdalena (Venezia, 1765)
- Triumphus divini amoris (Venezia, 1765)
- Tres Mariae ad sepulcrum Christi resurgentis (Venezia, 1769)
- Canticorum sponsa (Venezia, 1770)
- Parabola coenae (Venezia, 1770)
- Nuptiae Rachelis (Venezia, 1770 o 1771)
- Dialogus sacer (Venezia, 1771)
- Adam (Venezia, 1771)
- Debbora prophetessa (Venezia, 1772)
- Daniel in lacu leonum (Venezia, 1773)
- Tres pueri hebraei in captivitate Babylonis (Venezia, 1774)
- Exitus Israelis de Aegypto (Venezia, 1775)
- Mundi salus (Venezia, 1776)
- Moyses de Synai revertens (Venezia, 1776)
- Il ritorno di Tobia (Venezia, 1782)

### Musica sacra
- Requiem
- 3 Magnificat
- Dixit Dominus
- Composizioni per la chiesa ortodossa russa a 4 voci
- Te Deum
- Beatus vir
- Confitebor
- Confitebor tibi Domine
- Domine ad adiuvandum
- 35 mottetti a più voci

### Musica strumentale
- 6 sonate per clavicembalo, op. 1 (1756, Londra)
- 6 sonate per clavicembalo, op. 2 (1759, Londra)
- Overtura per clavicembalo (Londra)
- 3 sonate per tastiera
- 11 movimenti per clavicembalo
- circa 125 sonate, toccate, divertimenti e lezioni per clavicembalo
- Sinfonia a 4
- Sinfonie e ouverture varie
- 8 concerti per clavicembalo e archi
- Concerto per flauto e clavicembalo
- Concerto in mi minore per flauto
- 7 concerti a 4 per due violini, viola e clavicembalo
- Concerti vari
- Trio in sol maggiore per flauto, oboe e basso continuo
- 6 trii per 2 violini e basso continuo
- Trii vari

## Discografia
- Baldassare Galuppi, Jörg Ewald Dähler - Passatempo Al Cembalo (LP) - Claves 1976
- Baldassare Galuppi - L'Offerta Musicale - Sette Concerti A Quattro (CD) - Tactus 1999
- Baldassare Galuppi, Athestis Chorus, Academia de li Musici, Filippo Maria Bressan - Messa Per San Marco, 1766 (CD) - Chaconne 2003
- Alessandra Celletti plays Baldassarre Galuppi (CD) - Transparency 2009
- Alexandra Papastefanou – Galuppi - 5 Piano Sonatas (LP) - Arioso 1986
- Quartetto Biffoli – Baldassare Galuppi Concerto a Quattro (LP) - Tecniphon
- Baldassare Gualuppi, La caduta di Adamo, I Solisti Veneti, Direttore Claudio Scimone, ECD 88228 (Erato Disques S.A. 1897).

## Pubblicazioni
Una pubblicazione significativa (una della poche in epoca moderna) di un'opera di Galuppi è stata preparata per i tipi della casa editrice lucchese OTOS dal compositore e musicologo Filiberto Pierami. Si tratta de Il Conte Caramella (1752), su libretto di Carlo Goldoni, che è probabilmente una delle più significative dello stile del compositore veneziano.
- Franco Rossi, Catalogo tematico delle composizioni di Baldassare Galuppi (1706 – 1785) – Parte I: Le opere strumentali, Edizioni de I Solisti Veneti, Padova, 2006, ISBN 88-901412-5-5